# XXV dinastia egípcia
```
   |-
       |
Erro:
:  
valor não especificado para "
nome_comum
"

   |-
       | 
Erro:
:  
valor não especificado para "
continente
"
```

A XXV dinastia egípcia, também conhecida como dinastia núbia, Império Cuxita ou Faraós Negros, foi a última dinastia do Terceiro Período Intermediário do Egito que ocorreu após a invasão núbia. Era uma linha de faraós que se originaram no Reino de Cuxe, localizado no atual norte do Sudão e no Alto Egito. A maioria dos reis da dinastia viu Napata como sua pátria espiritual. Eles reinaram em parte ou em todo o Antigo Egito de 744–656 a.C.

## História

### Cáchita
A dinastia começou com a invasão de Cáchita no Alto Egito e culminou em vários anos de guerras bem-sucedidas e malsucedidas com o Império Neoassírio, baseado na Mesopotâmia. A reunificação da 25ª Dinastia do Baixo Egito, Alto Egito e Cuxe criou o maior Império egípcio desde o Império Novo. Eles assimilaram-se na sociedade, reafirmando as tradições religiosas, os templos e as formas artísticas do Egito Antigo, ao mesmo tempo em que introduziam alguns aspectos únicos da cultura cuxita. Foi durante a 25ª dinastia que o Vale do Nilo viu a primeira construção generalizada de pirâmides (muitas no que hoje é o Sudão) desde o Império Médio.

### Piiê

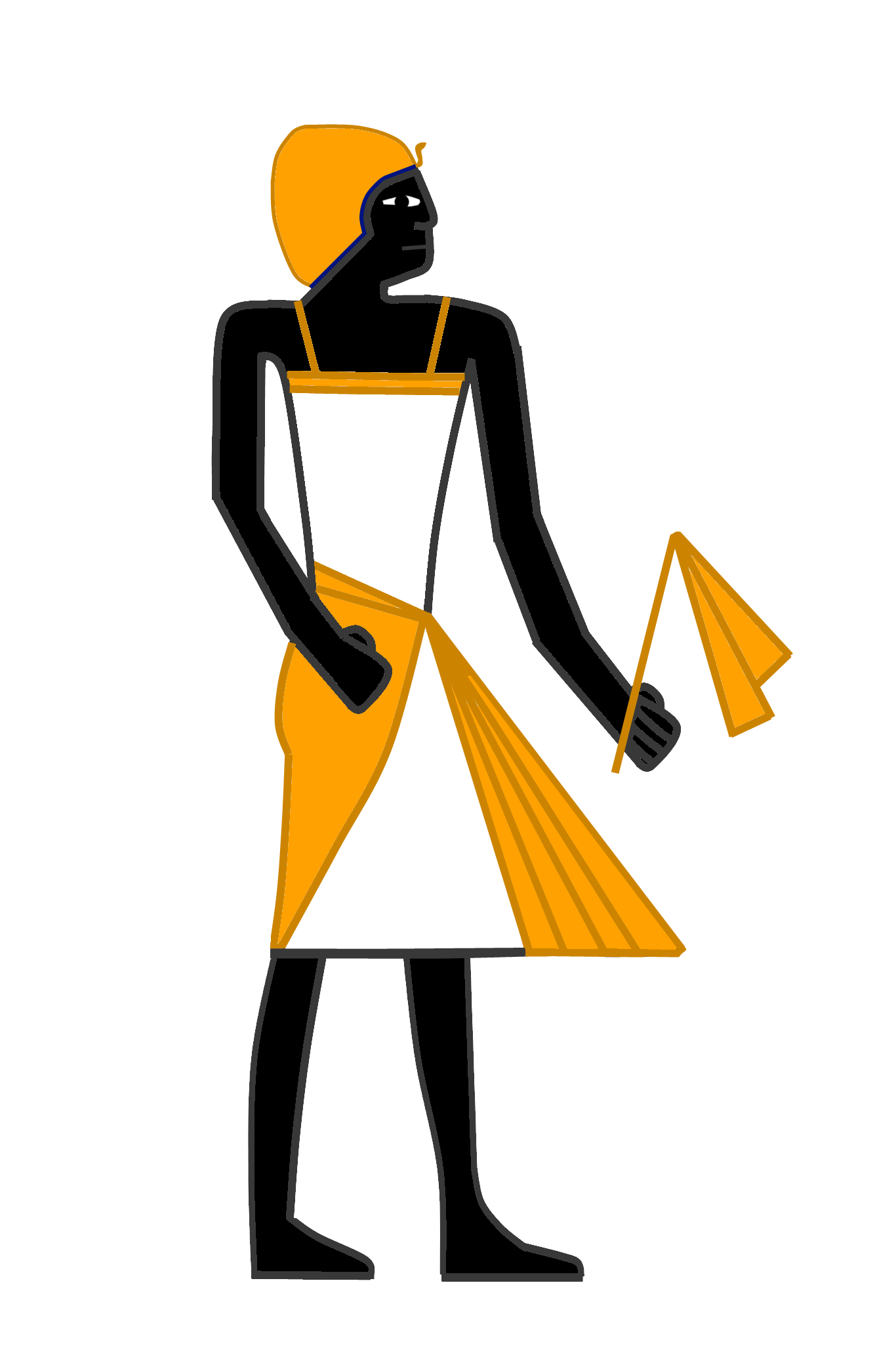
Reconstrução de Piiê de sua Estela da Vitória.

Os núbios, um povo vizinho aos egípcios, estabelecidos ao sul do Sudão, foram dominados pelos egípcios durante séculos, mas conquistaram o Egito liderados por Piiê, que se proclamou o verdadeiro senhor do Egito (herdeiro das tradições espirituais dos faraós). A chegada dos núbios se deu pela navegação do rio Nilo, onde aportaram em Tebas por volta de 730 a.C., a capital do Alto Egito, e venceram o exército local após cerca de um ano de batalhas, estendendo seu poder até o Mar Mediterrâneo. Após a vitória, Piiê retornou à Núbia, e nunca mais voltou ao Egito, governando remotamente. A vitória núbia foi acompanhada de um grande butim de guerra, onde os núbios levaram para sua terra uma grande soma de ouro e outras preciosidades, que conseguiram ao receber em troca da manutenção da vida de egípcios da nobreza ou por meio de pilhagem.

### Xabaca
Após a morte de Piiê, por volta de 715 a.C., seu irmão, Xabaca, estabeleceu a 25ª dinastia na cidade egípcia de Mênfis, resgatando a tradição e a cultura original do Egito. Xabaca ordenou a construção de diversos monumentos, alguns ainda existentes no Egito, em Tebas e Luxor.

### Taraca e Tanutamon
Taraca foi o terceiro faraó da dinastia, filho de Piiê, e assumiu em 690 a.C. após a morte de seu irmão Xabataca. Tentou, pois, parar as tropas de Senaqueribe da Assíria no sul da Palestina nos tempos de Ezequias de Judá, contudo foi derrotado em Elteca e depois zombados pelos assírios, apelidando-o de "bordão de cana esmagada". Novamente foi derrotado por Assaradão, filho de Senaqueribe, perante do que havia se retirado confirmamente para Cuxe (Etiópia).
O controle dos núbios acabou-se perdendo durante o reinado de Tanutamon, sobrinho de Taraca, motivando os assírios de Assurbanípal a passarem controlar o Egito, encerrando o período dos faraós negros.

### Vingança de Psamético
Mais tarde, Psamético I, o terceiro governante da dinastia seguinte, a XXVI dinastia, destruiu deliberadamente monumentos pertencentes à XXV dinastia dos reis cuxitas no Egito, apagando seus nomes e emblemas da realeza de estátuas e relevos no Egito. Ele então enviou um exército para a Núbia em 592 a.C. para apagar todos os vestígios de seu governo, durante o reinado do rei cuxita Aspelta. Esta expedição e suas destruições são registradas em várias estelas da vitória, especialmente a Estela da Vitória de Calabexa. O exército egípcio "pode ter saqueado Napata, embora não haja boas evidências que indiquem que eles realmente o tenham feito".(p65) Isso levou à transferência da capital cuxita mais ao sul em Meroé.

## Arqueologia

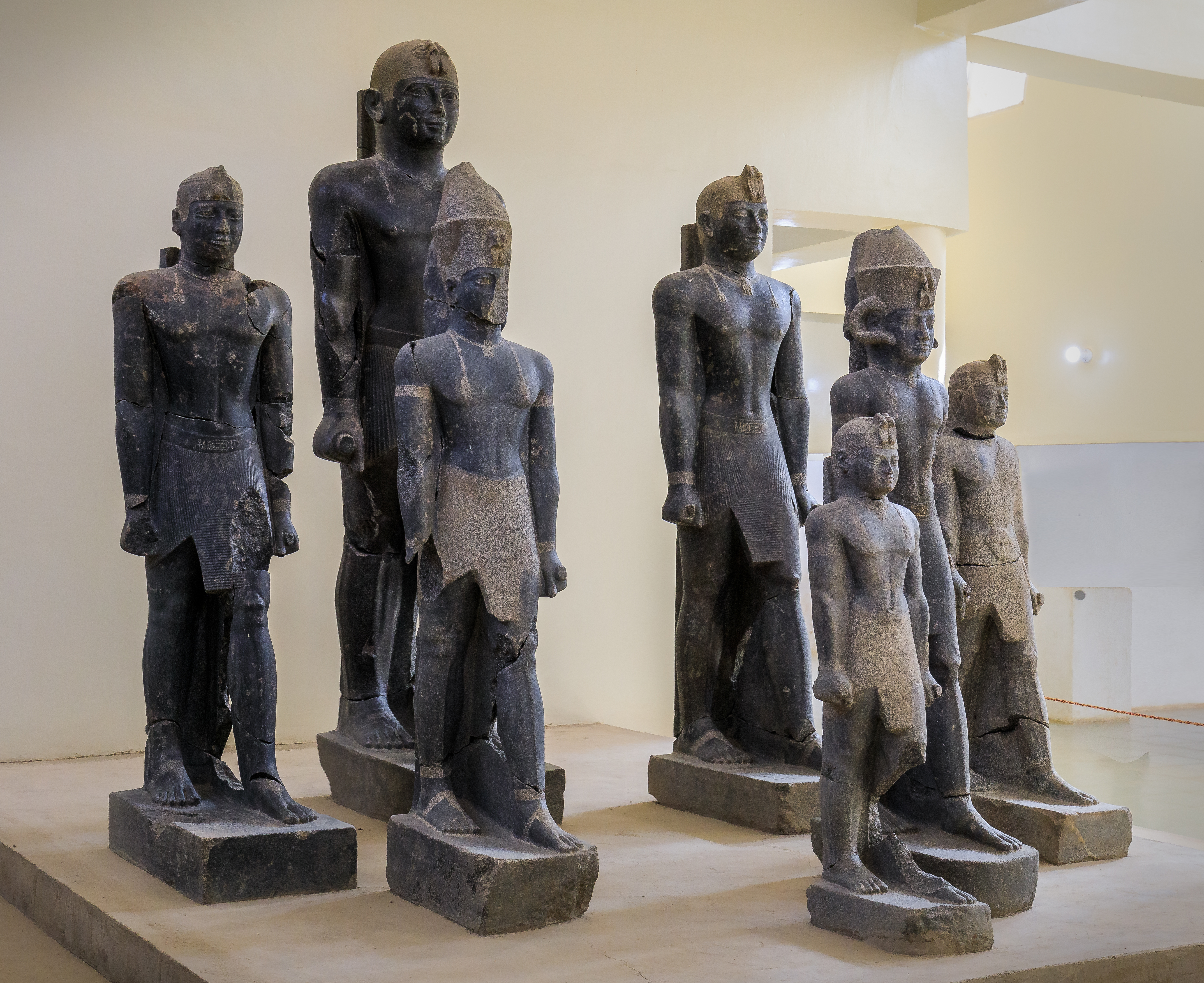
Estátuas de vários governantes do final da XXV dinastia - início do período napatano. Da esquerda para a direita: Tanutamon, Taraca (traseira), Sencamanisquem, novamente Tanutamon (traseira), Aspelta, Anlamani, novamente Sencamanisquem (museu de Kerma, Sudão).

Durante um longo período a arqueologia deu pouca relevância a esse período da história do Egito Antigo. Passou-se por um período de negação do poder dos núbios, considerando que a 25ª dinastia tivesse a pele mais clara, sendo descendentes dos egípcios ou líbios, teoria apresentada pelo arqueólogo norte-americano George Reisner, da Universidade de Harvard, nas primeiras décadas do século XX. A partir da década de 1960 os novos estudos arqueológicos passaram a considerar o controle dos negros sobre o Egito, fato que foi confirmado em 2003, quando foram encontradas sete estátuas feitas em granito dos faraós negros, na região norte do Sudão, dentro de uma cratera próxima ao rio Nilo, pelo arqueólogo suíço Charles Bonnet, da Universidade de Genebra. Acredita-se que as estátuas, que tiveram suas cabeças e pés esmagados, foram destruídas e enterradas pelos egípcios da Antiguidade como uma forma de apagar os registros do domínio núbio em seu império.

## Lista de faraós
- Ordem: Nome de batismo, (nome do cartucho, nome escolhido pelo faraó para reinar) – data aproximada do reinado (ainda há muita divergência[15])

| Faraós    | Imagem | Nome do trono | Reinado        | Nota                                                      |
| --------- | ------ | ------------- | -------------- | --------------------------------------------------------- |
| Cáchita   |        | Nimaatré      | 770 – 750 a.C. | Considerado o faraó fundador antes de Piiê.               |
| Piiê      |        | Usermaatré    | 750 – 712 a.C. |                                                           |
| Xabaca    |        | Nefercaré     | 712 – 698 a.C. |                                                           |
| Xabataca  |        | Jedecauré     | 698 – 690 a.C. |                                                           |
| Taraca    |        | Curenefertem  | 690 – 664 a.C. |                                                           |
| Tanutamon |        | Bacaré        | 664 – 657 a.C. | Perdeu o controle em 657 a.C. e Psamético I tomou a Tebas |